# Metrarga nuda
Metrarga nuda är en insektsart som beskrevs av White 1878. Metrarga nuda ingår i släktet Metrarga och familjen fröskinnbaggar. Inga underarter finns listade i Catalogue of Life.